# Collegium Maius
Collegium Maius (lat. Větší Kollegium) je gotická stavba Jagellonské univerzity v Krakově.
Univerzita byla založena v roce 1364 králem Kazimírem III. Velikým. V roce 1400 král Vladislav II. Jagello na počest královny Hedviky z Anjou postavil novou budovu univerzity.
Budova Collegium Maius byla postavena z kamene a cihel. Uliční fasáda Collegia má gotické štíty a arkýř. Budova byla rozšířena v 15. století a spojena se sousedními budovami po požáru v roce 1492.
V přízemí byly přednáškové sály, v prvním patře "Stuba Communis" (sdílený pokoj), knihovna a obývací pokoje profesorů.
Gotický portál vede na čtvercové nádvoří se studní uprostřed. Nádvoří je obklopené verandou, podpíranou arkádovými galeriemi s křišťálovou klenbou. Na verandu druhého patra vedou dvoje schodiště. Na jihu se v prvním patře nachází zdobený pozdně gotický vstup do knihovny nazvaný "Porta Aurea" (Zlatá brána). Na jižní stěně budovy lze z nádvoří pozorovat "orloj" umístěný téměř pod střechou, kde každou lichou hodinu  probíhá za zvuků studentské hymny, "promenáda" významných osobností university.
V 19. století byla budova renovována v duchu novogotiky a přizpůsobena pro knihovnu univerzity.
Od převodu knižního fondu knihovny do nové budovy Jagellonské knihovny, postavené v letech 1931-1939, se v budově Collegium Maius nachází muzeum Jagellonské univerzity.

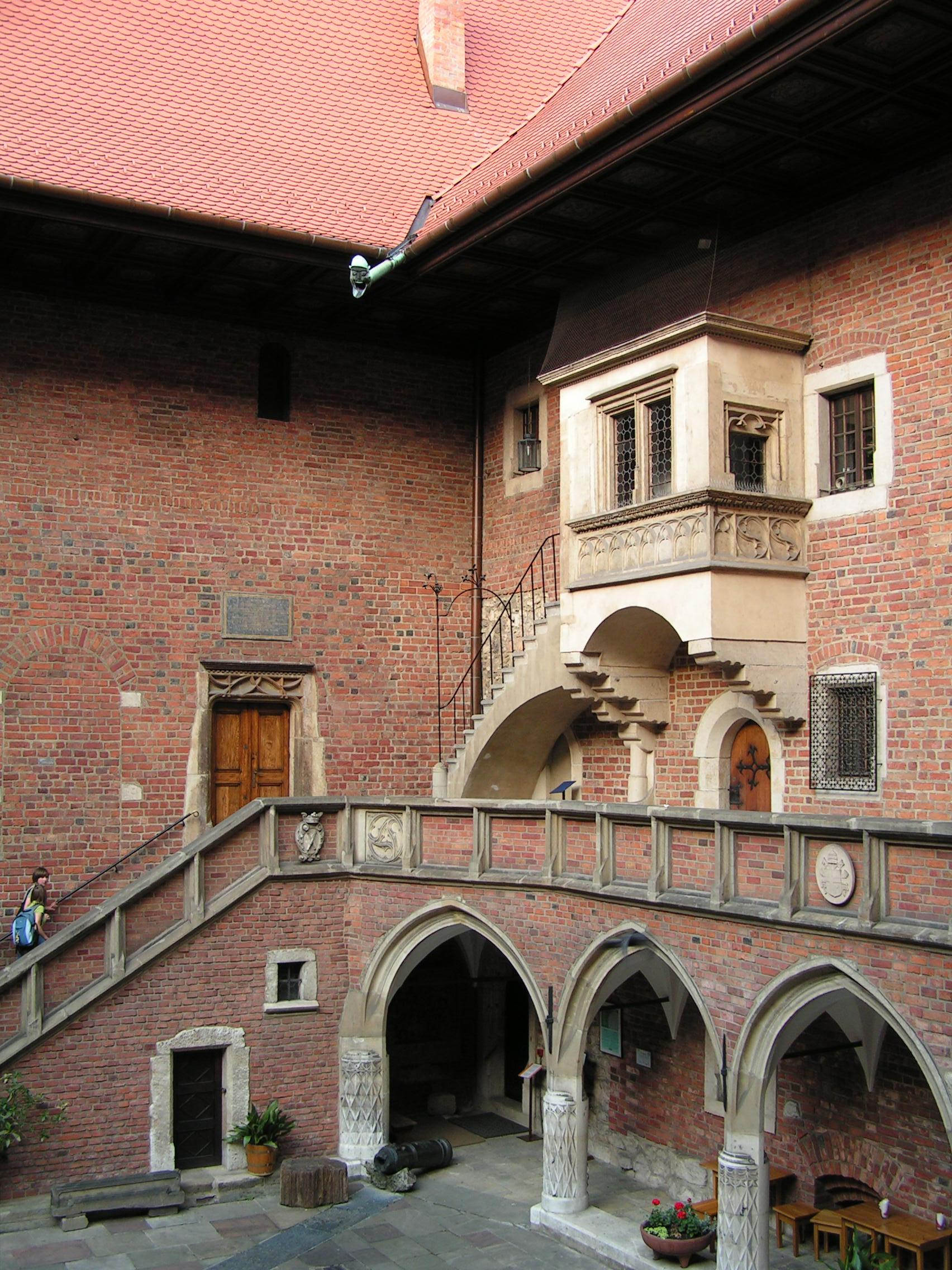
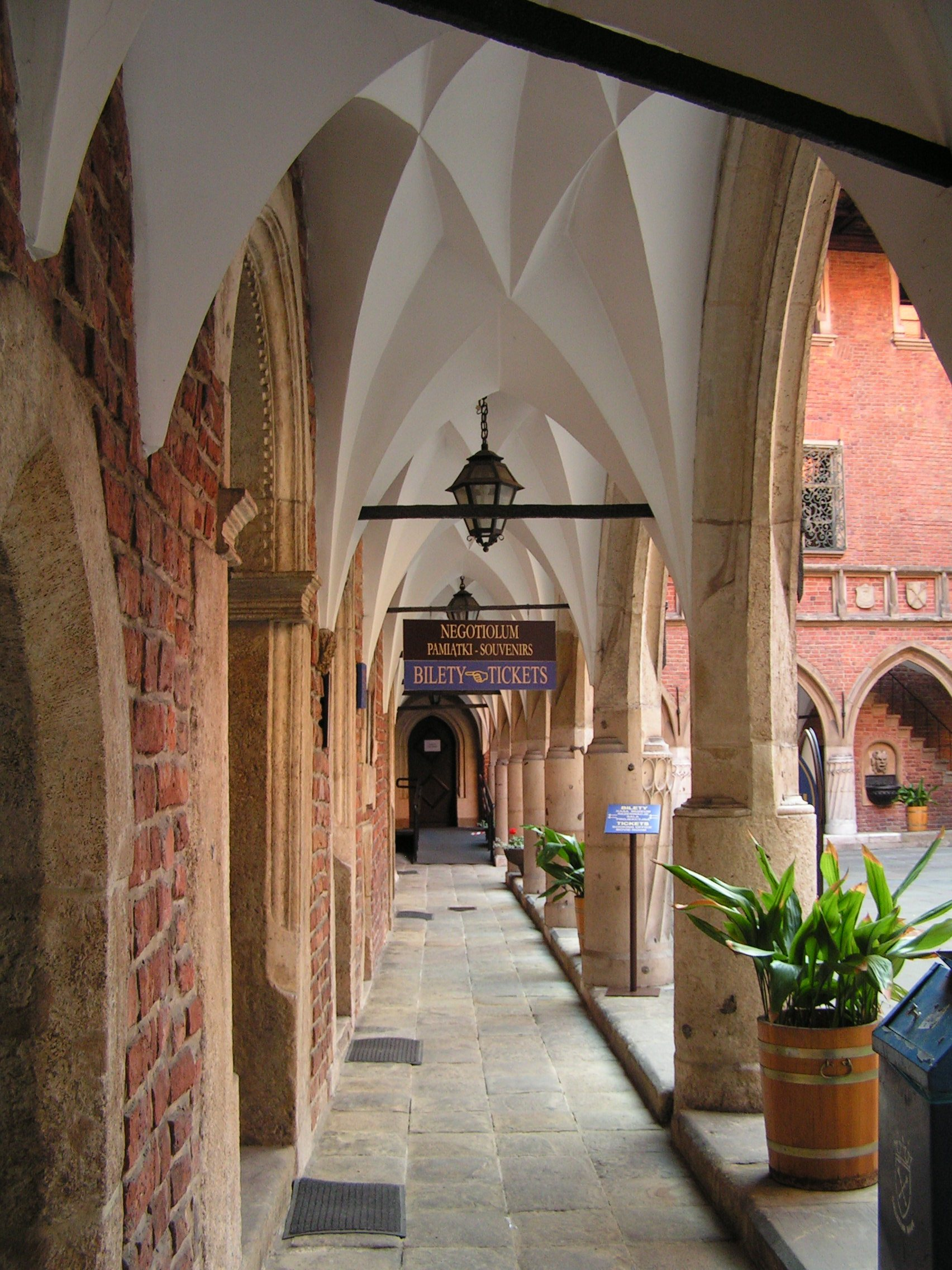
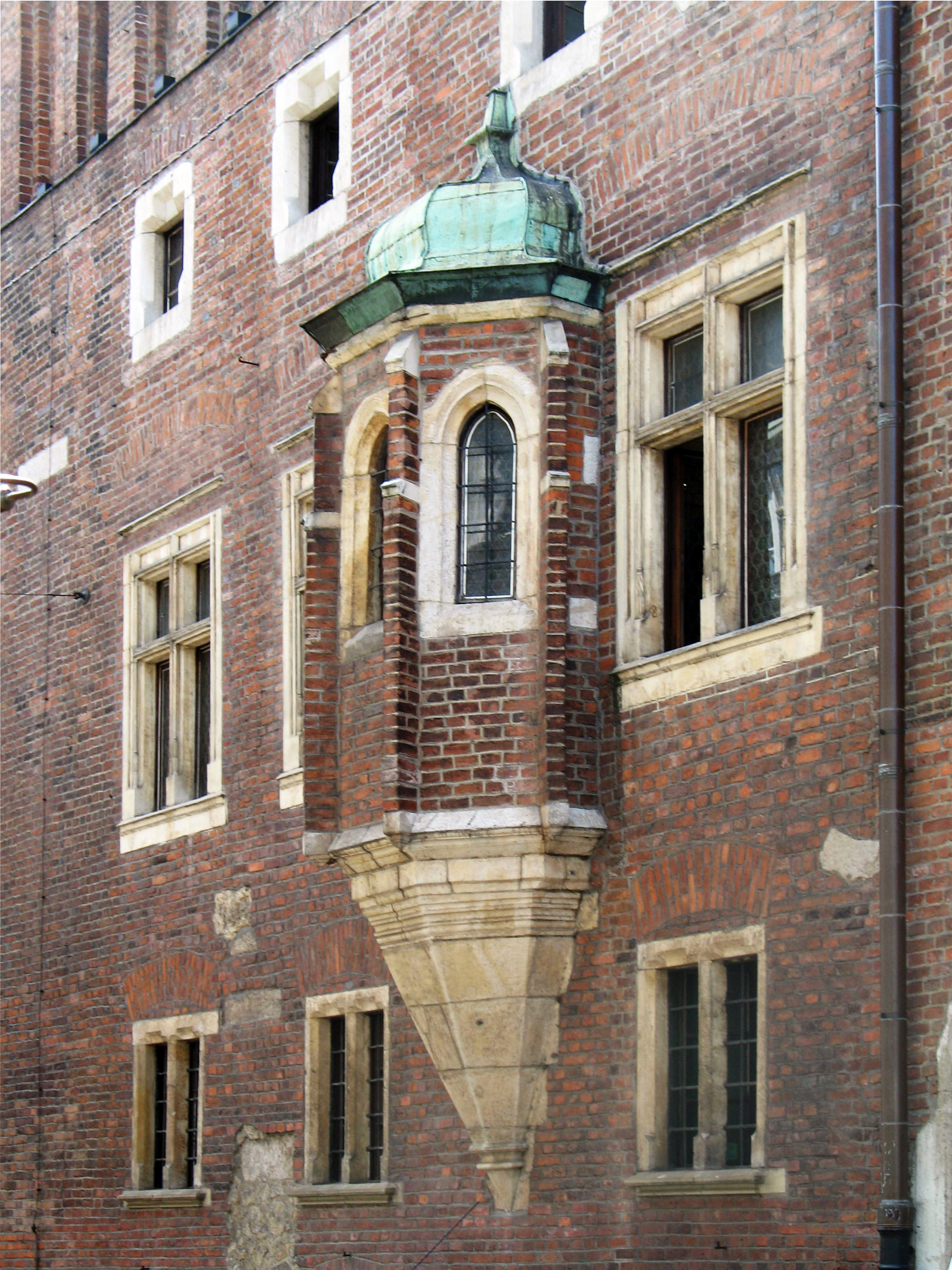
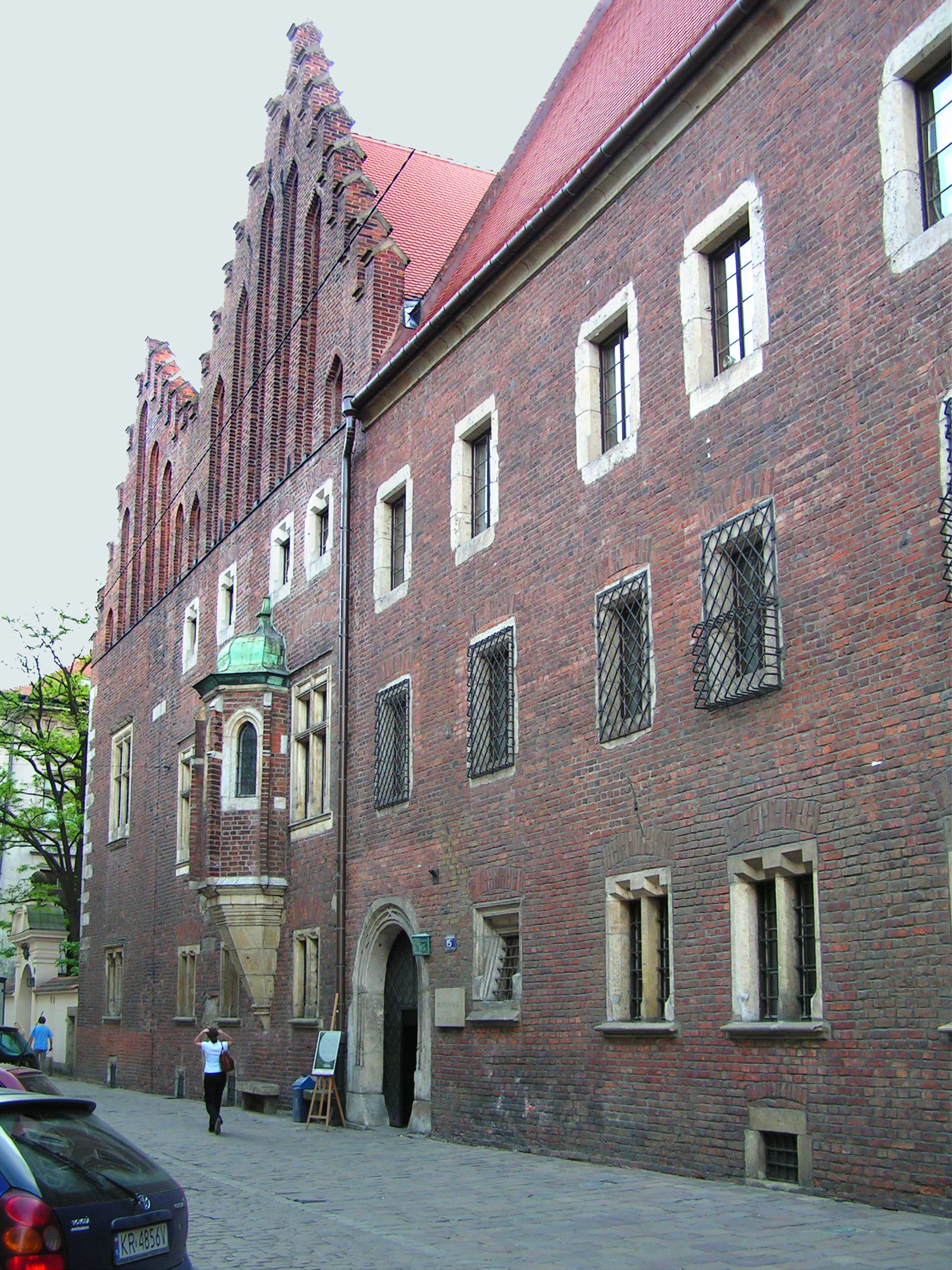

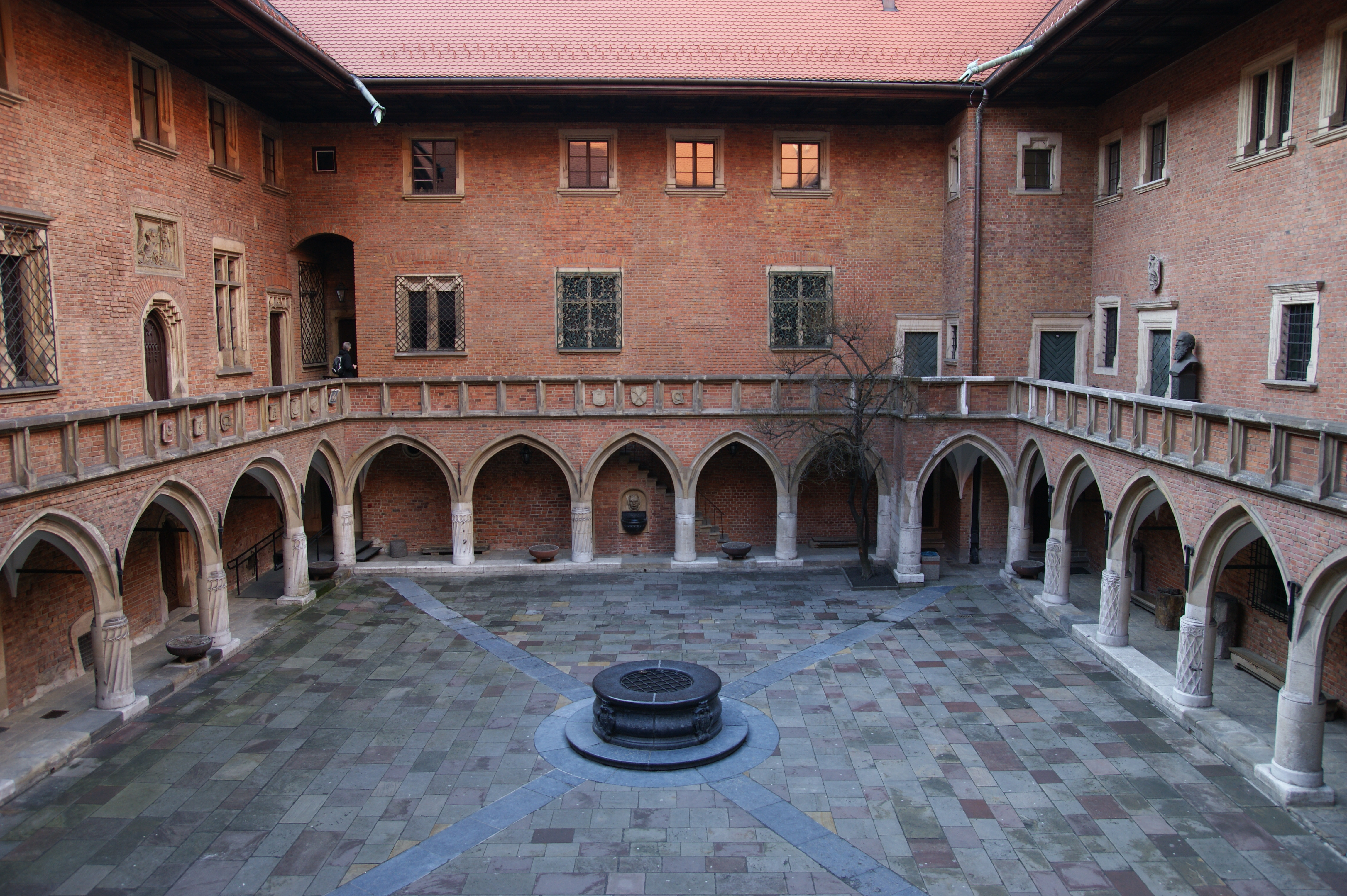
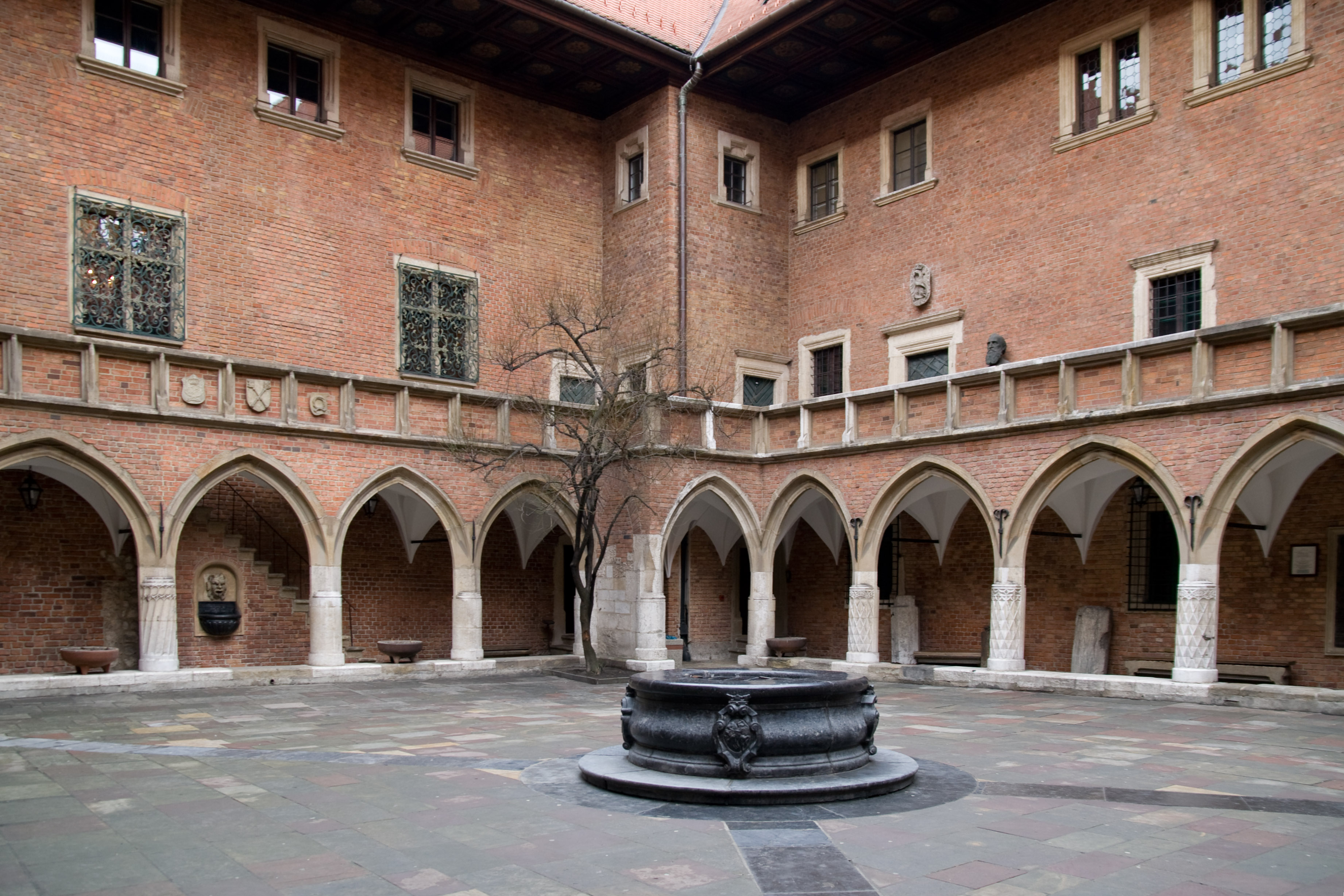
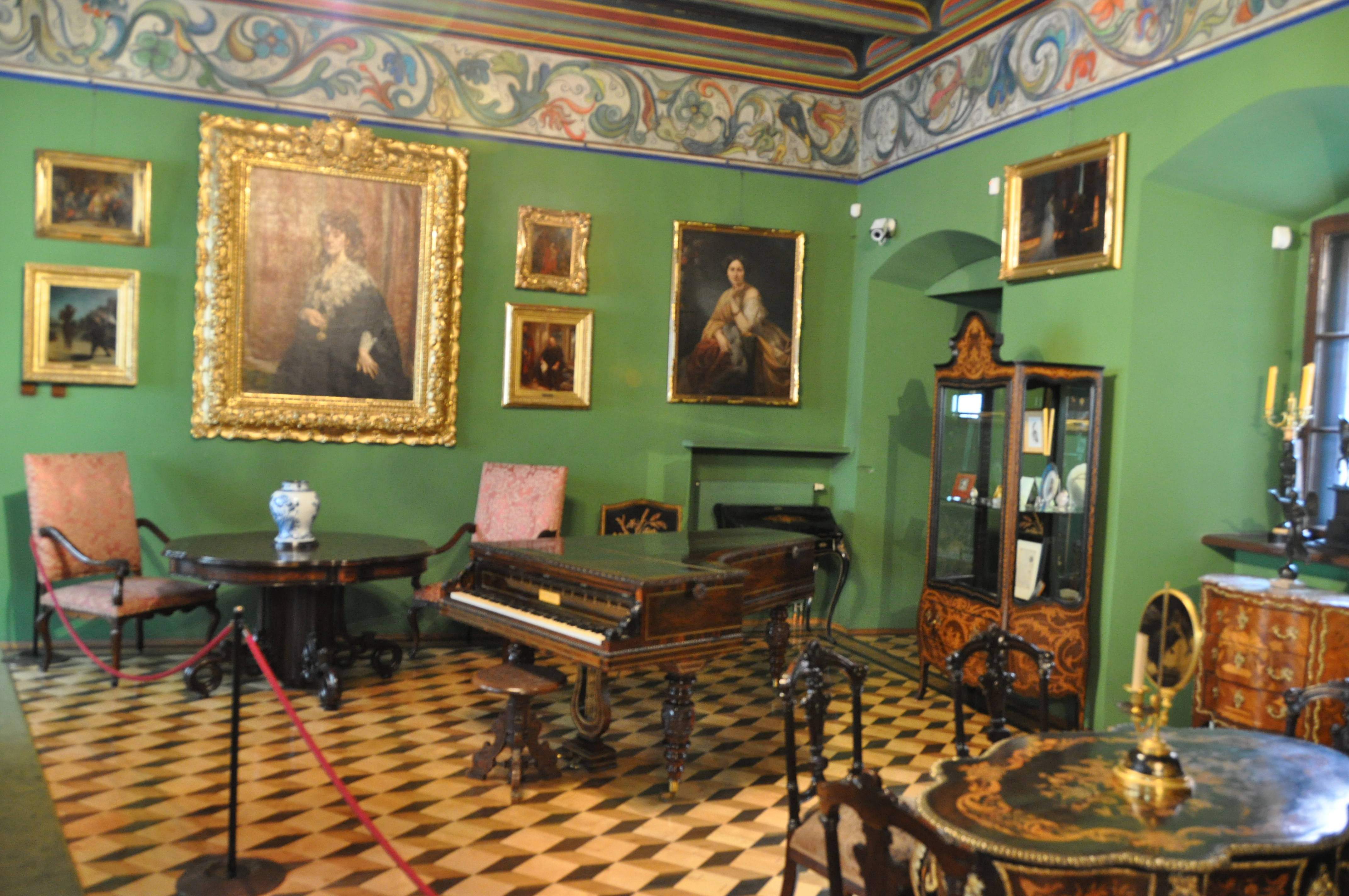
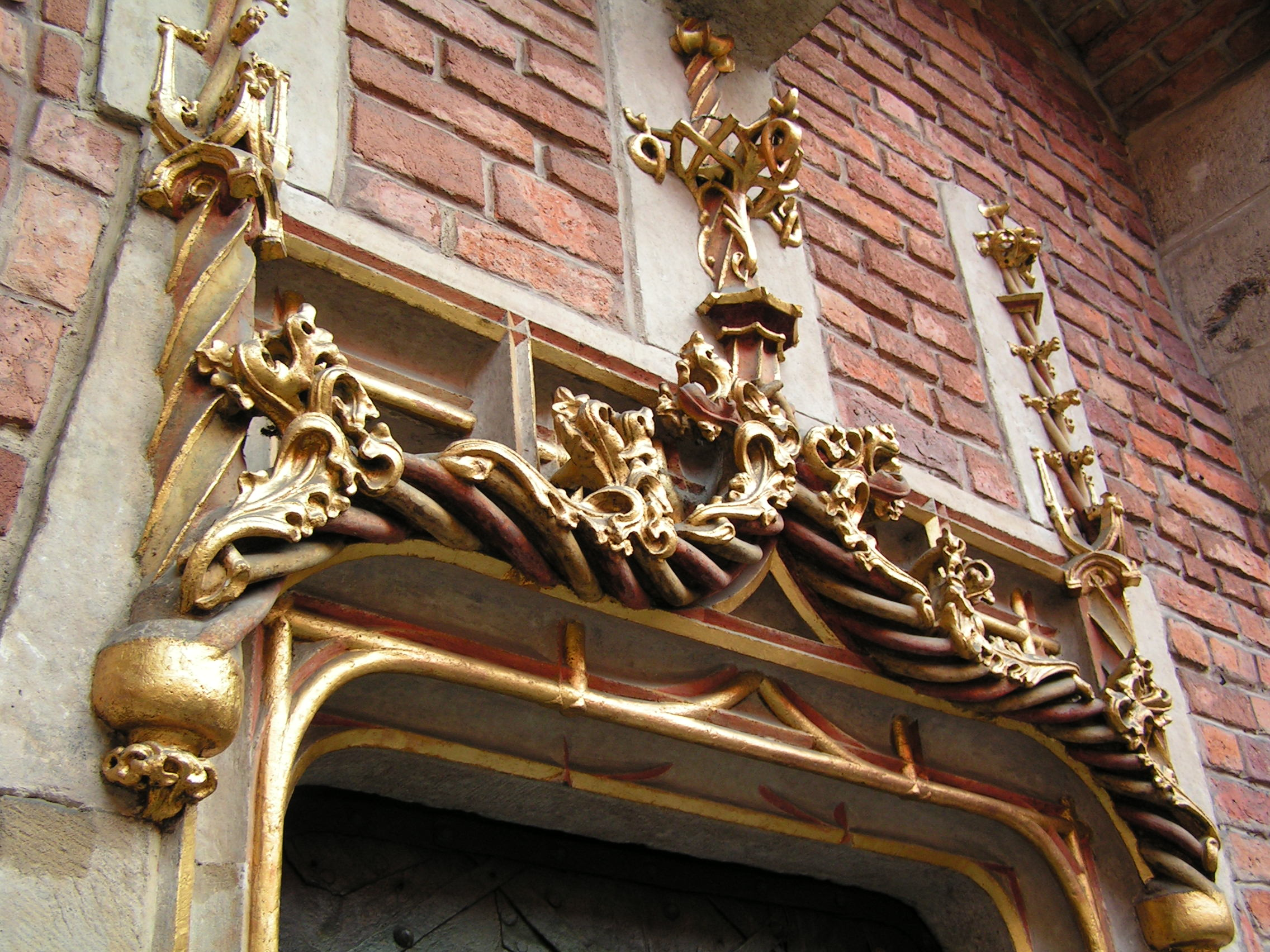